# Cohiba

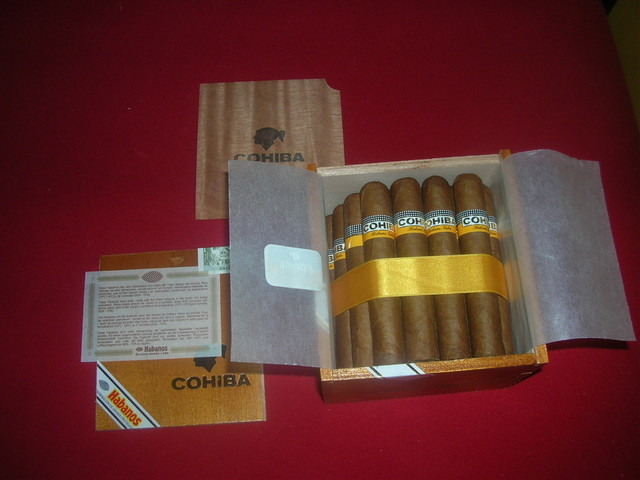
Caixa de Robustos.

Cohiba é uma marca de charutos produzida em Cuba pela companhia estatal Habanos SA, e mais recentemente na República Dominicana pela empresa General Cigar. O nome cohiba vem da palavra Taíno, que designa "tabaco".
O Cohiba era originalmente produzido exclusivamente para Fidel Castro e para o alto escalão do governo e exército cubano. Era oferecido como presente a diplomatas e chefes de estado, por este motivo foi ganhando status ao longo dos anos. Somente em 1982 a marca Cohiba começou a ser vendida comercialmente.

## Cohibas cubanos
Para fabricar os Cohibas cubanos são usados os melhores tabacos disponíveis em   Cuba.  As folhas selecionadas provem dos Vegas Finas de Primera de San Luis e San Juan y Martinez em Vuelta Abajo região de Pinar del Río. O tabaco usado é único pois ele recebe uma terceira fermentação em barris, o que imprime um sabor mais suave que outros charutos. Originalmente todos os Cohibas eram feitos em na fábrica El Laguito, uma antiga mansão nos arredores de Havana, posteriormente a produção foi sendo expandida para outros.

### História
A história do Cohiba começou com os charutos fumados por um guarda costas de Fidel Castro chamado Bienvenido "Chicho" Perez.  Fidel notou que ele às vezes fumava um charuto "muito aromático, muito bom".  Quando Fidel perguntou sobre qual marca ele fumava Perez respondeu que eram feitos por um amigo que os fazia apenas por encomenda.
Este amigo de Perez trabalhava na fábrica do La Corona em Havana e se chamava Eduardo Rivera.  Fidel pediu que Rivera fabricasse seus charutos exclusivamente para ele e cedeu uma mansão nos arredores de Havana onde Rivera fabricaria os charutos com mais outros cinco ajudantes. Mais tarde, a fábrica se tornou a primeira a ter somente mulheres na linha de produção, as chamadas torcedoras.
Os charutos especiais de Fidel eram fabricados nos formatos Lancero e Corona Especial.
Por ocasião da Copa do Mundo 1982 na Espanha, Fidel Castro resolveu lançar seus charutos pessoais para consumo público. O Cohiba foi lançado em três vitolas: o Panetela, o Corona Especial e o Lancero.  Em 1989 mais três tamanhos foram oferecidos: o Robusto, o Exquisito e o Espléndido. Ao conjunto destes seis tamanhos foi dado o nome de Línea Clásica.
Em 1992, em comemoração aos 500 da viagem de Cristóvão Colombo às Americas, a Habanos SA os tamanhos da Línea 1492, onde cada tamanho de charuto foi denomindao com um século que se passou desde o descobrimento das Américas. Foram então lançados: Siglo I, Siglo II, Siglo III, Siglo IV, e Siglo V, em 2002 o Siglo VI juntou-se aos anteriores.  Existem rumores de que a Línea 1492 original, era uma substituição da marca Davidoff que havia recentemente parado as produções em Cuba (cada um dos cinco "Siglos" correspondem a um tamanho da linha Davidoff).
Além da produção regular, a Habanos SA produz tiragens especias limitadas dos Cohiba para eventos e comemorações. Por ocasião do Festival Anual Habanos, é produzido o famosos Edición Limitada fabricado com folhas especiais mais escuras.
São também produzidos dois Cohiba cigarillos não artesanais: o Mini e o Club.
Habanos SA utiliza a renomada marca Cohiba em outros produtos como os cigarros Cohiba cigarettes desde 1987 e o Extra Cohiba Cognac desde 1999.
Até o ano de 2006, a Cohiba lançou quatro diferentes Edición Limitada: o Pirámide em 2001, o Double Corona em 2003, o Sublime em 2004, e uma reedição do Pirámide em 2006.

### Vitolasdos Cohiba
A produção dos Cohiba marque incluem a série de tamanhos listados abaixo, As medidas estão em polegadas e métricas estão entre parênteses. Em seguida, os vitola de galera ou nomes mais utilizados por outros fabricantes e o nome mais utilizado nos Estados Unidos.
Linha Clássica
- Lancero - 7 1/2" x 38 (192 x 15,08 mm) Laguito No. 1, a long panetela
- Corona Especial - 6" x 38 (152 x 15,08 mm) Laguito No. 2, a panetela
- Panetela - 4 1/2" x 26 (115 x 10,32 mm) Laguito No. 3, a cigarillo
- Exquisito - 4 7/8" x 36 (125 x 14,29 mm) Seoane, a cigarillo
- Robusto - 4 7/8" x 50 (124 x 19,84 mm) Robusto, a robusto or rothschild
- Espléndido - 7" x 47 (178 x 18,65 mm) Julieta, a churchill

La Línea 1492
- Siglo I - 4" x 40 (102 x 15,87 mm) Perla, a tres petit corona
- Siglo II - 5 1/8" x 42 (129 x 16,67 mm) Mareva, a petit corona
- Siglo III - 6 1/8" x 42 (155 x 16,67 mm) Corona Grande, a long corona
- Siglo IV - 5 5/8" x 46 (143 x 18,26 mm) Corona Gorda, a corona gorda
- Siglo V - 6 3/4" x 43 (170 x 17,07 mm) Dalia, a lonsdale
- Siglo VI - 5 7/8" x 52 (150 x 20,64 mm) Cañonazo, a toro

Edición Limitada Releases
- Pirámide (2001) - 6 1/8" x 52 (156 x 20,64 mm) Pirámide, pyramid ou torpedo
- Double Corona (2003) - 7 5/8" x 49 (194 x 19,45 mm) Prominente, a double corona
- Sublime (2004) - 6 1/2" x 54 (164 x 21,43 mm) Sublime, a large toro
- Pirámide (2006) - 6 1/8" x 52 (156 x 20,64 mm) Pirámide, a pyramid ou torpedo; Uma remontagem da série de 2001 EL

Lançamentos Especiais
- Millennium Reserve Pirámide - 6 1/8" x 52 (156 x 20,64 mm) Pirámide, pyramid ou torpedo
- Behike - 7 1/2" x 52 (192 x 20 mm) Lançado em um humidor especial em 2006; apenas 100 humidores com 20 cigarros cada foram feitos.